# Hercostomus synoclus
Hercostomus synoclus är en tvåvingeart som beskrevs av Steyskal 1966. Hercostomus synoclus ingår i släktet Hercostomus och familjen styltflugor. Inga underarter finns listade i Catalogue of Life.